# Addaja
Addaja ókori egyiptomi hivatalnok volt a XVIII. dinasztia idején, akit az Amarna-levelek (III. Amenhotep és Ehnaton fáraó diplomáciai levelezése) említenek. Addaját Labaju kánaáni uralkodó harmadik levele (EA 254), valamint Abdi-Heba jeruzsálemi király levelei (EA 287, 289) említik. Mivel kizárólag jeruzsálemi és szikemi levelek említik, valószínű, hogy Dél-Kánaánban volt Egyiptom megbízottja.
EA 287
Abdi-Heba hat fennmaradt levele közül a harmadik valószínűleg III. Amenhotephez íródott. A jeruzsálemi király arra panaszkodik, hogy Milkilu és Labaju megtámadták őt, valamint arra, hogy az egyiptomi uralkodó csapatai, akik eddig őt védték, most Addaja vezetésével elhagyták.
EA 289
Abdi-Heba ötödik levelében ismét panaszkodik, hogy Labaju fiai az ő területeit támadják; kérdezi, hogy a fáraó miért nem törődik vele, továbbá panaszkodik, hogy a fáraó által küldött csapatokat Addaja a saját háza körül állomásoztatja Hazzatuban, többet pedig hazaküldött Egyiptomba, így Egyiptomban most nincsen egyiptomi helyőrség.
EA 254
Labaju három fennmaradt levele közül a harmadik említi Addaját. Labaju itt az ellen a vád ellen tiltakozik, hogy ő megtámadta volna az egyiptomiak vazallusainak területét, valamint azt állítja, nem tudott arról, hogy fia szövetkezett az ellenséges habirukkal, és hajlandó átadni őt Addajának.